# Reno Molinella 1911
Reno Molinella 1911 (wł. Unione Sportiva Reno Molinella 1911 Associazione Sportiva Dilettantistica) – włoski klub piłkarski, mający siedzibę w mieście Molinella, w północnej części kraju, grający od sezonu 2018/19 w rozgrywkach Prima Categoria Emilia-Romagna.

## Historia
Chronologia nazw:
- 1911: Associazione Calcio Molinella
- 1934: Polisportiva Molinella
- 1938: Società Polisportiva Molinella – po fuzji z AGC Budrio
- 1952: Molinella Sezzione Calcio
- 1957: Società Polisportiva Molinella
- 2000: Molinella Calcio 1911
- 2017: Molinella Codifiume Reno – po fuzji z Santa Maria Codifiume
- 2018: Molinella Reno Football Club 1911
- 2020: Unione Sportiva Reno Molinella 1911 Associazione Sportiva Dilettantistica – po fuzji z US Reno Molinella 1989

Klub sportowy AC Molinella został założony w miejscowości Molinella w 1911 roku. Początkowo zespół rozgrywał mecze towarzyskie. W 1926 dołączył do FIGC i w sezonie 1926/27 debiutował w rozgrywkach Quarta Divisione Emilia (D5), awansując do Terza Divisione Emilia. W 1928 awansował do Seconda Divisione Nord. W sezonie 1929/30 po podziale najwyższej dywizji na Serie A i Serie B poziom Seconda Divisione został zdegradowany do czwartego stopnia. W 1932 zdobył promocję do Prima Divisione. W 1934 klub zmienił nazwę na Polisportiva Molinella. W sezonie 1935/36 jako trzeci poziom została wprowadzona Serie C, a liga została zdegradowana do czwartego poziomu. W sezonie 1937/38 zajął drugie miejsce w Prima Divisione Emiliana, tuż za AGC Budrio. Następnie odbyła się fuzja z mistrzem regionu, dzięki czemu klub otrzymał awans do Serie C, przyjmując nazwę SP Molinella. W 1939 awansował do Serie B, ale po zajęciu 15.miejsca w sezonie 1939/40 spadł z powrotem do Serie C. W 1942 zespół został zdegradowany do Prima Divisione Emiliana, a w 1943 roku na terenie Włoch rozpoczęto działania wojenne II wojny światowej, wskutek czego mistrzostwa 1943/44 zostały odwołane.
Po zakończeniu II wojny światowej, klub wznowił działalność w 1945 roku i został zakwalifikowany do Prima Divisione Emiliana. W 1947 klub z powodu problemów finansowych dobrowolnie spadł do Seconda Divisione Emiliana, ale po roku wrócił do Prima Divisione Emiliana. W 1952 roku w wyniku reorganizacji systemu lig został zakwalifikowany do Promozione Emilia-Romagna, po czym zmienił nazwę na Molinella Sezzione Calcio. W 1954 spadł na dwa lata do Prima Categoria Emilia-Romagna. W 1957 klub wrócił do nazwy SP Molinella, a liga zmieniła nazwę na Campionato Nazionale Dilettanti. W 1959 liga przyjęła nazwę Prima Categoria Emilia-Romagna. W 1964 został zdegradowany do Seconda Categoria Emilia-Romagna (D7). W 1966 na rok wrócił do Prima Categoria Emilia-Romagna. W 1970 po kolejnej reformie mistrzostw klub awansował o dwa poziomy do Promozione Emilia-Romagna. W 1972 zespół spadł do Prima Categoria Emilia-Romagna. W 1975 klub zdobył awans do Promozione Emilia-Romagna, a w 1977 do Serie D. Przed rozpoczęciem sezonu 1978/79 Serie C została podzielona na dwie dywizje: Serie C1 i Serie C2, wskutek czego Serie D została obniżona do piątego poziomu. W 1980 roku klub został zdegradowany do Promozione emiliano-romagnola, a w 1986 do Prima Categoria emiliano-romagnola. W 1990 otrzymał promocję do Promozione emiliano-romagnola, która w 1991 zmieniła nazwę na Eccellenza Emilia-Romagna. W 1994 spadł do Promozione Emilia-Romagna. W 2000 klub został promowany do Eccellenza Emilia-Romagna i zmienił nazwę na Molinella Calcio 1911. W 2004 spadł z powrotem do Promozione Emilia-Romagna. W 2009 zespół został zdegradowany do Prima Categoria Emilia-Romagna, a w 2010 do Seconda Categoria Emilia-Romagna. Przed rozpoczęciem sezonu 2014/15 wprowadzono reformę systemy lig, wskutek czego Seconda Categoria awansowała na ósmy poziom. W 2015 klub wrócił do Prima Categoria Emilia-Romagna. W 2017 roku zespół awansował do Promozione Emilia-Romagna, a potem po fuzji z klubem Santa Maria Codifiume przyjął nazwę Molinella Codifiume Reno. W sezonie 2017/18 zajął 17.miejsce w grupie C Promozione Emilia-Romagna i został zdegradowany do Prima Categoria Emilia-Romagna. Latem 2018 klub zmienił nazwę na Molinella Reno FC 1911. 1 lipca 2020 klub połączył się z miejscowym rywalem US Reno Molinella 1989, po czym nazwa klubu została zmieniona na US Reno Molinella 1911 ASD.

## Barwy klubowe, strój
|  |  |

Klub ma barwy czerwono-niebieskie. Zawodnicy domowe spotkania zazwyczaj grają w niebieskich koszulkach z dwoma pionowymi czerwonymi pasami, niebieskich spodenkach oraz niebieskich getrach.

## Sukcesy

### Trofea międzynarodowe
Nie uczestniczył w rozgrywkach europejskich (stan na 31-05-2020).

### Trofea krajowe
| \| \| Zdobyte trofea w rozgrywkach Włoch (stan na: 31-08-2020) \| |                                                          |      |                  |
| Rozgrywki                                                         | Osiągnięcie                                              | Razy | Sezon(y)         |
| · Mistrzostwo                                                     | I miejsce                                                | 0    |                  |
| · Mistrzostwo                                                     | II miejsce                                               | 0    |                  |
| · Mistrzostwo                                                     | III miejsce                                              | 0    |                  |
| · Puchar                                                          | zdobywca                                                 | 0    |                  |
| · Puchar                                                          | finalista                                                | 0    |                  |
| · Puchar                                                          | 1/32 finału                                              | 2    | 1938/39, 1939/40 |
| II liga                                                           | I miejsce                                                | 0    |                  |
| II liga                                                           | II miejsce                                               | 0    |                  |
| II liga                                                           | III miejsce                                              | 0    |                  |
| II liga                                                           | 15.miejsce                                               | 1    | 1939/40          |
| Włochy                                                            | Zdobyte trofea w rozgrywkach Włoch (stan na: 31-08-2020) |      |                  |

- Serie C (D3):
  - wicemistrz (1x): 1938/39 (finale B)

## Piłkarze, trenerzy, prezydenci i właściciele klubu

### Prezydenci
...
- 193?–1943:  Luigi Monterumici

...
- od 201?:  Andrea Monti

## Struktura klubu

### Stadion
Klub piłkarski rozgrywa swoje mecze domowe na Stadio Augusto Magli w mieście Molinella o pojemności 896 widzów.

### Derby
- SPAL
- Bologna FC
- ASD Argentana
- Imolese Calcio 1919
- Centese Calcio
- US Baracca Lugo